# Aerovagão

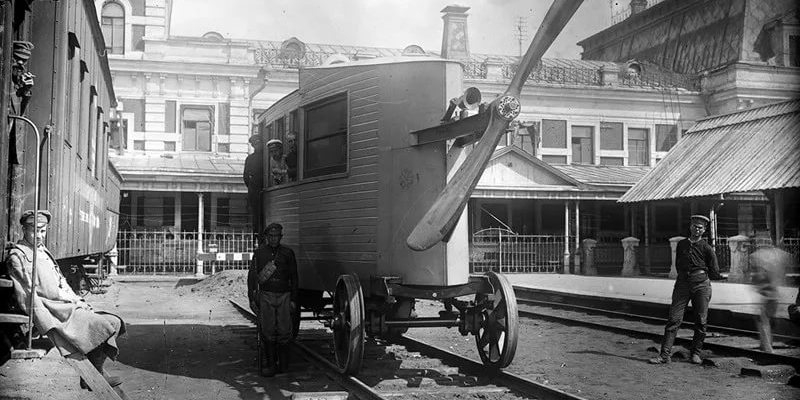
Imagem retratando o Aerovagão Abákov, em 1921.

O aerovagão ou aeromotovagão (do russo Аэроваго́н, аэродрези́на, romanizado: aerovagon, aerodrezyna) foi um vagão experimental de alta velocidade equipado com um motor de aeronave e tração a hélice inventado por Valerian Abakovsky, um engenheiro soviético da Letônia.  Ele produziu velocidades de até 140 quilômetros por hora. O aerovagão foi originalmente planejado para o transporte expresso de documentos importantes e para transportar funcionários soviéticos a negócios do governo.